# Rezolucje Rady Bezpieczeństwa ONZ z roku 1961
Stałe miejsca w Radzie Bezpieczeństwa ONZ w 1961 posiadały:
- Francja
- Republika Chińska
- Stany Zjednoczone
- Wielka Brytania
- ZSRR

W roku 1961 członkami niestałymi Rady były:
- Ekwador
- Chile
- Cejlon
- Turcja
- Liberia
- Zjednoczona Republika Arabska

## Rezolucje
Rezolucje Rady Bezpieczeństwa ONZ przyjęte w roku 1961: 
- 161 (w sprawie Konga)
- 162 (w sprawie Palestyny)
- 163 (w sprawie Angoli)
- 164 (w sprawie Tunezji)
- 165 (w sprawie Sierra Leone)
- 166 (w sprawie Mongolii)
- 167 (w sprawie Mauretanii)
- 168 (w sprawie rekomendacji na stanowisko sekretarza generalnego)
- 169 (w sprawie Konga)
- 170 (w sprawie Tanganiki)